# Henri Masson
Eugène Henri Masson (født 17. januar 1872 i Paris, død 17. januar 1963) var en fransk fægter som deltog under OL 1900 i Paris.
Masson vandt en sølvmedalje i fægtning under OL 1900 i Paris. Han kom på en andenplads i den individuelle konkurrence i kårde efter landsmanden Émile Coste.